# Gyali
Gyali (in greco Γυαλί? cioè "vetro") è un'isola greca di origine vulcanica, appartenente all'arcipelago del Dodecaneso. Essa è situata a metà strada tra la costa meridionale di Coo, e l'isola di Nisiro al cui comune è collegata amministrativamente.
Il censimento del 2011 ha registrato 21 persone residenti sull'isola.

## Geografia

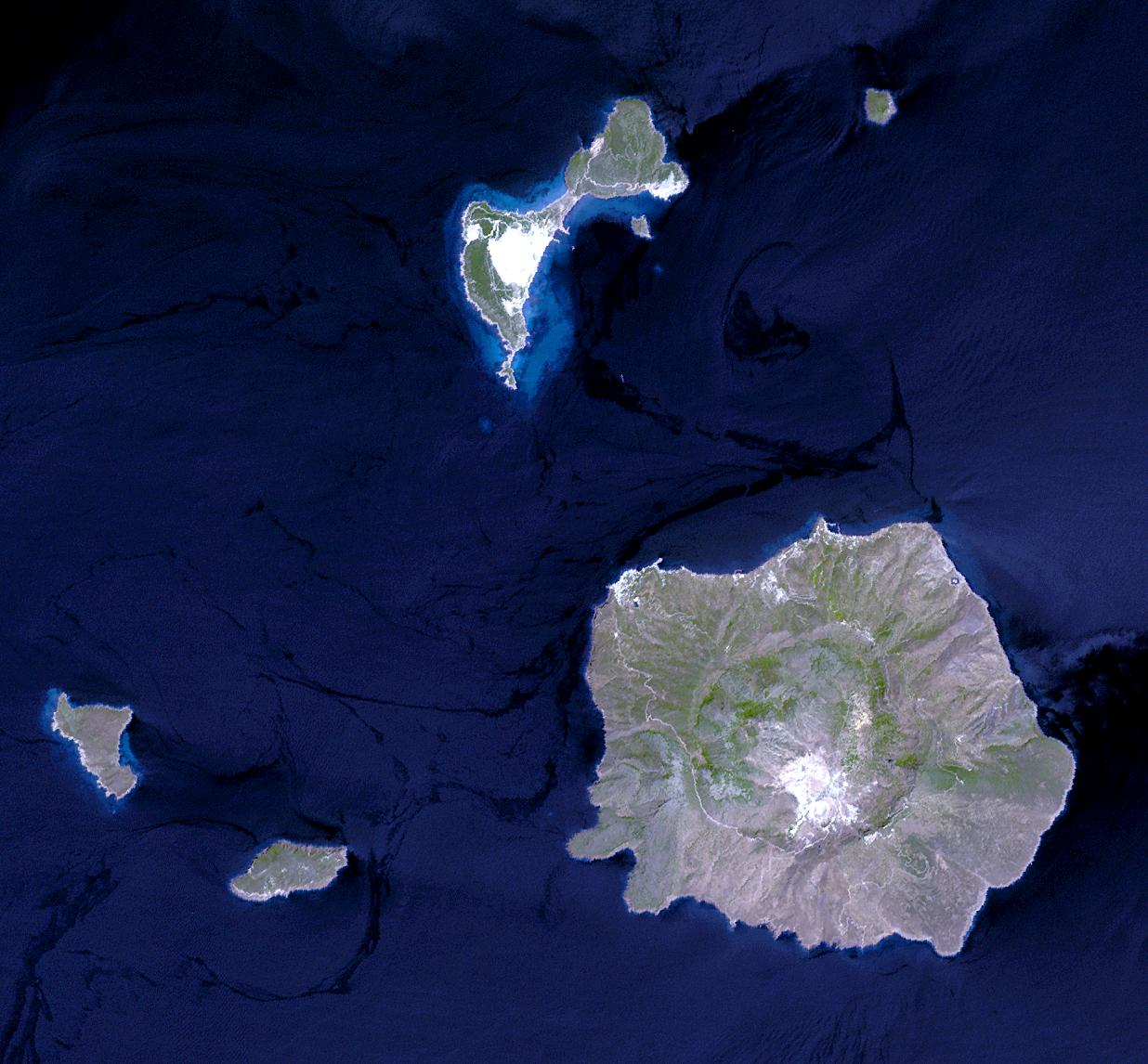
Immagine satellitare; iniziando in alto a destra in senso antiorario: Stroggyli, Gyali, Pergoússa, Paheià e Nisiro.

L'isola è lunga circa 6 km, mentre la larghezza varia tra 0,5 e 4 km; raggiunge un'altitudine di 180 m nel punto più alto. Non è presente vegetazione.
Dal punto di vista geologico 
quest'isola è la parte rimanente di un antico vulcano, ed è costituita da due differenti sezioni collegate tra loro tramite uno stretto istmo. La parte settentrionale è quasi interamente costituita da ossidiana, mentre il settore meridionale è caratterizzato da pomice, materiale che viene estratto e riveste una certa importanza nell'economia locale.